# Convent i església dels Pares Carmelites de Badalona
El convent i església dels Pares Carmelites, conegut popularment com els «Padres», és un centre religiós dels carmelites descalços, ubicat al número 44 del carrer Sant Miquel, del barri del Centre de Badalona. Va ser fundat el 1908 per frares procedents del convent carmelita de Tarragona, per la necessitat d'un centre on els germans col·legials poguessin dur a terme els seus estudis. Inicialment ubicats en dos habitatges habilitats com a convent i capella, de mica en mica la comunitat va aconseguir els fons suficients per reformar i edificar uns nous convent i església, d'estil neogòtic, les obres dels quals van ser el 1921-23 i el 1924-25, respectivament, i que van ser obra de l'arquitecte Enric Sagnier i Villavecchia.

## Descripció
L'església té tres naus, de línies neogòtiques, sense transsepte. La coberta de les naus laterals, totalment plana, delata la utilització de tècniques i materials moderns -les columnes, arcs i sostres de les naus estan fets amb ciment armat- emmascarats amb decoracions historicistes. La façana, endarrerida respecte a l'alineació del carrer, té un cos central amb la porta i el gran finestral i es corona amb un campanaret de finestres geminades i agulla amb una imatge. També s'hi pot veure un gran escut de l'orde carmelita i altres dos de petits.

## Història
Els orígens dels convents es deuen a la restauració de la província catalana dels carmelites descalços. Després de la desaparició de l'Orde del Carmel de Catalunya a causa de la desamortització de Mendizábal el 1836, a finals del segle xix s'instal·la novament un convent carmelità a Tarragona el 1897. Finalment, el 1906 es restaura finalment la província. Ben aviat es va fer palès la necessitat d'un centre d'estudis pels frares col·legials. Inicialment es va pensar en la ciutat de Lleida per ubicar aquesta fundació, però finalment es va fer a la costa, i es va escollir Badalona. Després de rebre l'aprovació del Vaticà el mes de desembre de 1907, tres frares del convent de Tarragona van marxar al nou convent, que va ser fundat canònicament el 22 de juliol de 1908, i no seria fins a 1914 que esdevindria de caràcter prioral. Els frares es van instal·lar a dues cases del carrer de Sant Miquel, els números 42 i 44, propietat d'una coneguda dels carmelites, Elvira Ribas, que es va comprometre a llogar-les i a cedir-les quan ella morís, segons es desprèn de la correspondència que va mantenir Riba amb el prior de Tarragona.
En arribar, les dues cases es van habilitar. Una va servir com a convent dels frares, i a l'altra es va construir una capelleta. Les obres van anar a càrrec de l'arquitecte Josep Artigas, que va treballar conjuntament amb el seu fill, també arquitecte, Vicenç, així com el seu gendre, que era empresari d'obres. Les obres van ser gratuïtes per als pares carmelites, perquè segons les males llengües, Artigas volia obtenir el contracte d'obres del nou temple de l'orde que s'estava plantejant a Barcelona. El 1909, el convent ja tenia cinc germans. Les dependències van créixer de mica en mica, els frares van adquirir la casa annexa, el número 46, i van construir-hi un petit temple que tenia un aforament per a 300 persones, però a mesura que s'ampliava la comunitat i els edificis, també van aparèixer despeses i problemes econòmics. Un fet especialment greu va ser l'assalt durant la revolta de la Setmana Tràgica el juliol de 1909, l'edifici va ser destruït en part, però els frares van salvar-se saltant la tàpia del jardí, i van rebre l'ajut de badalonins com el doctor Baldomer Solà i Seriol. Tres setmanes després, la conflictivitat social havia baixat i els carmelites van tornar al convent i van iniciar la seva reconstrucció. Gràcies a les aportacions dels fidels i a les activitats dels frares en la creació de nombroses associacions i festivitats, que van tenir un gran ressò popular, la comunitat va millorar la seva situació econòmica i va permetre iniciar la reconstrucció. No obstant això, la mala situació de la comunitat va continuar encara més anys.
El convent va tenir en el seu si nombroses associacions, des del 12 de febrer de 1909 existia la Confraria de la Setmana Devota de la Verge del Carme, i després es van crear altres confraries. Així, el 16 de desembre del mateix any es va fundar l'Arxiconfraria del Nen Jesús de Praga, que va convertir-se en una escola de catequesi per a infants i adolescents. Anys més tard, encara se'n crearien més com la Venerable Orde Tercer Carmelità, el 1921, que es dedicà a la difusió de l'espiritualitat carmelitana, o la Pia Unió de Santa Teresa del Nen Jesús, incorporada el 19 de desembre de 1926. També realitzaven festivitats, processons o vetllades literàries i musicals a càrrec dels col·legials interns. Un dels projecte de més interès pels frares era el col·legi de catequesi, per al qual no tenien prou espai per la gran demanada que hi havia d'alumnes que volien entrar. El 1912 van voler ampliar l'espai però tenien massa deutes i el projecte es va endarrerir. A partir de 1915, durant el priorat del prior Redento del Niño Jesús, l'Arxiconfraria del Nen Jesús de Praga va tenir molta activitat en actes i festes, que van tenir un gran èxit popular; per primera vegada va sortir la processó solemne de la Mare de Déu del Carme.
Durant el període d'aquest nou prior també es van adquirir terrenys per a noves ampliacions. De fet, durant aquest període, si bé no hi ha estudis que ho esmentin, es va encarregar un nou convent i església a l'arquitecte Josep Maria Jujol i Gibert, arquitecte amb relació amb l'orde perquè les seves obres eren del gust dels carmelites, llur projecte és conservar a l'arxiu històric del Col·legi d'Arquitectes de Catalunya, signat i datat el 1909. Sense constància dels motius ni de cap mena de contracte, el projecte finalment es va encarregar a Enric Sagnier i Villavecchia, també ben conegut per la comunitat i que va fer un projecte neogòtic d'església. Seria durant el priorat de fra Basili de Sant Josep, prior des de 1921, que es durien a terme les obres del nou convent i la nova església a causa del creixement dels devots de la Verge del Carme. Es van adquirir nous immobles i es van iniciar les obres, la primera pedra es va col·locar el 4 d'agost de 1921. Les obres van ser dirigides per un frare carmelità i aparellador d'un convent de València, Ramon de Maria Santíssima, però que va morir en el transcurs de les obres i va ser substituït pel pare José Manuel de Santa Teresa. Les obres van començar ben aviat gràcies a les subscripcions dels devots badalonins, i de fet el convent estava acabat el 1923, l'església va ser iniciada l'any següent i acabada el 1925. La seva inauguració oficial va ser el 26 de juliol, si bé s'havia fet de forma oficiosa durant la festivitat de la Mare de Déu del Carme. La comunitat només s'establí en el nou convent el 1926, dos anys després d'iniciar les activitats del temple.
El convent i l'església van patir desperfectes el 1936, durant la guerra civil. De fet, va ser dels primers edificis religiosos que van ser saquejats i incendiats a la ciutat. Dos frares de la comunitat van morir lluny de Badalona. Durant la postguerra es va iniciar la seva restauració, que tanmateix va ser lenta a causa del mal estat en què havien quedat el convent i l'església i, d'altra banda, perquè la comunitat no tenia gaires fons. Progressivament també s'hi van incorporar nous frares procedents d'altres llocs del país.

### Festa de la Mare de Déu del Carme
La celebració del dia de la Verge del Carme era una de les més destacades de Badalona. La comunitat dels pares carmelites organitzava actes durant tot el mes de juliol i eren de tota mena, des de resar el rosari diari o jornades organitzades per les diferents confraries del convent, entre les quals la més important va ser la processó de la Mare de Déu del Carme, que es duia a terme el diumenge següent al dia del Carme. El seu recorregut acostumava a ser el mateix cada any: sortia del carrer Sant Miquel, anava al carrer Francesc Layret i després es dirigia al carrer de Mar fins a baixar a la Rambla, després tornava al convent a través dels carrers d'en Prim i del Canonge Baranera. L'acte teia com a centre la carrossa guarnida de flors que transportava la imatge de la verge, estirada simbòlicament per nenes vestides de primera comunió i acompanyada de la comunitat de frares, els quals anaven escortats per mariners i membres de la Guàrdia Civil. A la processó també hi eren presents les diferents associacions i confraries del convent carmelita i altres associacions religioses i alumnes d'escoles de la ciutat, així com moltes entitats badalonines. Tancaven la processó les autoritats locals i provincials.